# Championnat de Hong Kong de football 2019-2020
Navigation
Saison précédente Saison suivante
La saison 2019-2020 de Premier League de Hong Kong  (aussi connu sous le nom de BOC Life Hong Kong Premier League pour des raisons de parrainage) est la sixième saison du Championnat de Hong Kong de football, la division supérieure de football à Hong Kong.
Le club Kitchee SC remporte son dixième titre de champion de Hong-Kong.

## Participants
Un total de 10 équipes dispute le championnat, huit d'entre elles ont déjà participé à la saison précédente de cette même compétition. Les promus sont Happy Valley, le champion de deuxième division, Rangers FC remplace Dream FC qui se retire de la première division.

## Déroulement de la saison
Le championnat débute le 30 août 2019, le 18 mars 2020 il est arrêté à cause de la pandémie de Covid-19. Le championnat reprend le 19 septembre 2020, mais quatre clubs déclarent forfait (Rangers FC, Hong-Kong Pegasus FC, Wofoo Tai Po et Best Union Yuen Long). Les résultats des 10 premières journées sont annulés, le championnat reprend avec six équipes qui se rencontrent deux fois.

## Compétition
Le barème de points servant à établir les classements se décompose ainsi :
- Victoire : 3 points
- Match nul : 1 point
- Défaite : 0 point

### Classement

#### Classement à l'arrêt de la compétition
| Rang | Équipe                  | Pts | J  | G | N | P | Bp | Bc | Diff |
| ---- | ----------------------- | --- | -- | - | - | - | -- | -- | ---- |
| 1    | Guangzhou R&F Hong-Kong | 22  | 9  | 7 | 1 | 1 | 35 | 10 | +25  |
| 2    | Lee Man FC              | 19  | 9  | 6 | 1 | 2 | 18 | 14 | +4   |
| 3    | Kitchee SC              | 19  | 10 | 5 | 4 | 1 | 23 | 9  | +14  |
| 4    | KC Southern             | 8   | 10 | 5 | 3 | 2 | 23 | 19 | +4   |
| 5    | Eastern Sports Club     | 16  | 9  | 5 | 1 | 3 | 15 | 11 | +4   |
| 6    | Wofoo Tai PoT           | 9   | 9  | 2 | 3 | 4 | 16 | 22 | -6   |
| 7    | Hong-Kong Pegasus FC    | 6   | 9  | 1 | 3 | 5 | 12 | 19 | -7   |
| 8    | Happy Valley P          | 6   | 9  | 1 | 3 | 5 | 8  | 19 | -11  |
| 9    | Best Union Yuen Long    | 5   | 9  | 0 | 5 | 4 | 11 | 13 | -2   |
| 10   | Rangers FCP             | 5   | 9  | 1 | 2 | 6 | 11 | 26 | -15  |

|  | T : Tenant du titre C : Vainqueur de la Coupe de Hong-Kong P : Club promu de D2 |

#### Classement nouveau championnat
| Rang | Équipe                  | Pts | J  | G | N | P | Bp | Bc | Diff |
| ---- | ----------------------- | --- | -- | - | - | - | -- | -- | ---- |
| 1    | Kitchee SCT             | 20  | 10 | 6 | 2 | 2 | 25 | 10 | +15  |
| 2    | Eastern Sports Club     | 19  | 10 | 6 | 1 | 3 | 16 | 8  | +8   |
| 3    | Guangzhou R&F Hong-Kong | 18  | 10 | 5 | 3 | 2 | 21 | 15 | +6   |
| 4    | Lee Man FC              | 16  | 10 | 5 | 1 | 4 | 16 | 14 | +2   |
| 5    | KC Southern             | 10  | 10 | 2 | 4 | 4 | 15 | 21 | -6   |
| 6    | Happy Valley P          | 1   | 10 | 0 | 1 | 9 | 6  | 31 | -25  |
| 7    | Hong-Kong Pegasus FC    | 0   | 0  | 0 | 0 | 0 | 0  | 0  | 0    |
| 8    | Best Union Yuen Long    | 0   | 0  | 0 | 0 | 0 | 0  | 0  | 0    |
| 9    | Rangers FCP             | 0   | 0  | 0 | 0 | 0 | 0  | 0  | 0    |
| 10   | Wofoo Tai Po            | 0   | 0  | 0 | 0 | 0 | 0  | 0  | 0    |

|  | Qualification pour la Ligue des champions de l'AFC 2021                         |
|  | Qualification pour la Coupe de l'AFC 2021                                       |
|  | Clubs forfaits                                                                  |
|  | T : Tenant du titre C : Vainqueur de la Coupe de Hong-Kong P : Club promu de D2 |

- Guangzhou R&F Hong-Kong propriété du club chinois Guangzhou R&F Football Club n'a pas de licence pour participer à une compétition continentale, le club annonce son retrait du championnat à partir de la prochaine saison, il sera remplacé par Resources Capital FC.
- Il n'y a pas de relégation, toutefois Wofoo Tai Po et Best Union Yuen Long annoncent leur retrait pour la prochaine saison, le championnat sera réduit à huit équipes.